# Sadaharu Aoki
Pour les articles homonymes, voir Aoki.
Sadaharu Aoki (青木定治, Aoki Sadaharu), né le 1er juillet 1968 à Nagoya, est un pâtissier et chocolatier japonais,.

## Biographie

### Débuts
En 1987, Sadaharu Aoki est diplômé à l'école hôtelière de Machida, puis commence à travailler en tant que boulanger au Chandon, un restaurant français situé à Aoyama dans la ville de Tokyo.
En 1991, Sadaharu Aoki s'installe en France et travaille chez Jean Millet, au restaurant Méditerranée, puis chez le pâtissier glacier Couderc à Paris où il est Chef des entremets. Il travaille par la suite au restaurant Girardet en Suisse.

### Reconnaissance
L’expérience acquise lui permet de remporter plusieurs concours de pâtisserie comme la Compétition Charles Proust en 1995.
Il ouvre son premier atelier dans le VIIIe arrondissement de Paris en 1998, puis devient en 1999 pâtissier pour des salons de thé, des restaurants, des hôtels et des réceptions. Pendant des défilés de mode parisien, il livre ses produits aux grandes maisons de couture comme Kenzo, Yohji Yamamoto, Chanel, Ungaro ou encore Christian Dior.

### Consécration
En 1999, Sadaharu Aoki est nommé responsable de l'office parisien de la fédération des pâtissiers japonais. 
En 2001, il ouvre sa première boutique « Pâtisserie Sadaharu Aoki » dans la rue de Vaugirard à Paris, puis en 2003 une seconde boutique dans le Ve arrondissement. Il a aussi un stand au Lafayette Gourmet et possède également deux boutiques au Japon. Sadaharu Aoki ouvre sa première boutique à Tokyo en 2006.
La compagnie aérienne All Nippon Airways lui confie la confection des desserts pour ses classes première et affaire au départ de Paris.
En 2009, il supervise l'adaptation en anime du manga Yumeiro pâtissière.
En 2011, il propose au salon du chocolat une collection élaborée avec Anne-Sophie Pic.
Il est marié à Tōko Amemiya (雨宮塔子, Amemiya Tōko), présentatrice et essayiste.

## Prix
- 1995 : 1er prix de dégustation et 2e prix du Concours Charles Proust[7]
- 1995 : 1er prix de dégustation et 3e prix du concours Alpajon Coupe de Peltrer
- 1996 : Grand Prix du Concours gastronomique Coupe Jean Louis Berthelot
- 2011 : Pâtissier de l’année pour le guide touristique Pudlo[8]